# Heinz Haber

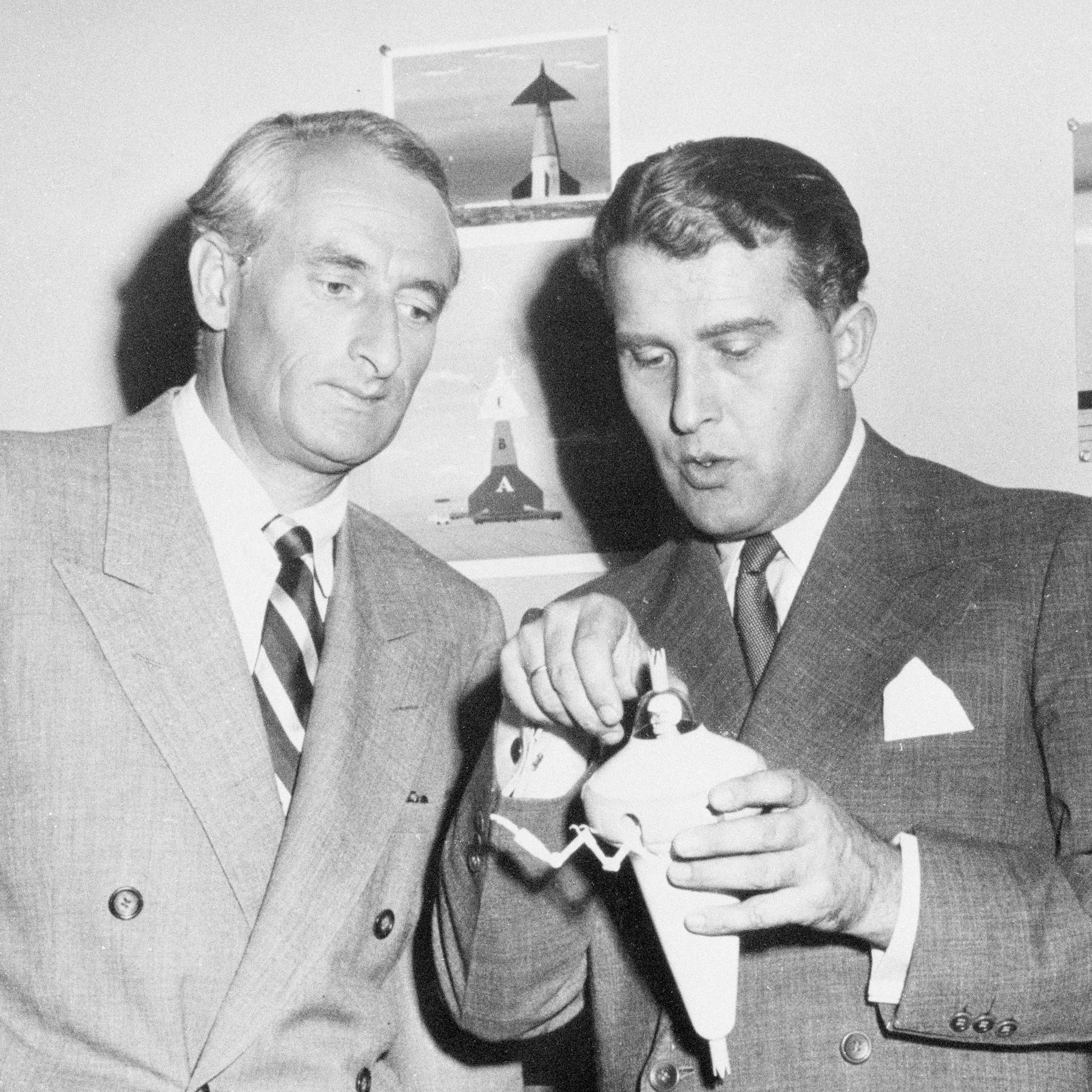
Heinz Haber en Wernher von Braun bespreken een "flessemodel"-ruimtepak (1954)

Heinz Haber (Mannheim, 15 mei 1913 – Hamburg, 13 februari 1990) was een Duits natuurkundige, ruimtevaartmedicus, schrijver en televisiepresentator. Bij het grote publiek is hij vooral bekend geworden als de "televisieprofessor" die de kunst verstond om met eenvoudige, alledaagse hulpmiddelen ingewikkelde wetenschappelijke concepten te verduidelijken.

## Vroege loopbaan en emigratie naar VS
Haber haalde in 1939 in Berlijn zijn doctorstitel en was vervolgens tot 1942 verkenningsvlieger bij de Luftwaffe (Duitse luchtmacht). Later doceerde hij aan verschillende Duitse universiteiten. In 1946 vestigde hij zich in de Verenigde Staten, waar hij samen met o.a. zijn broer Fritz werkte als lucht- en later ook ruimtevaartgeneeskundige. De broers werkten mee aan de ontwikkeling van het eerste Amerikaanse ruimtepak en bedachten het maken van paraboolvluchten om gewichtloosheid te bereiken.
In 1956 werd Haber wetenschappelijk adviseur bij Walt Disney. Hij presenteerde de televisieserie Our Friend the Atom (Onze vriend het atoom) en schreef ook het boek bij de serie. Zijn uitbeelding van een nucleaire kettingreactie met behulp van honderden muizenvallen en pingpongballetjes is een klassieker geworden.

## Terug naar Duitsland
Rond 1960 keerde Heinz Haber naar Duitsland terug. In de jaren 60 en 70 produceerde hij daar een groot aantal populair-wetenschappelijke artikelen, boeken en door hemzelf gepresenteerde televisieseries. In 1964 richtte hij het blad Bild der Wissenschaft (Beeld van de wetenschap) op, waarvan hij tot zijn dood in 1990 redacteur bleef.
Heinz Haber is twee keer getrouwd geweest en liet bij zijn dood drie kinderen na.

## Was sucht der Mensch im Weltraum?
Habers bekendste televisieserie is waarschijnlijk Was sucht der Mensch im Weltraum? (Wat zoekt de mens in het heelal?), dat in 1968 voor het eerst te zien was. In dertien afleveringen werd een compleet overzicht gegeven van de toenmalige stand van zaken in de ruimtevaart en de astronomie, met uiteraard ook aandacht voor het Apolloproject, dat in 1969 zou uitmonden in de eerste bemande maanlanding. Mede door Habers gave om ingewikkelde technische en wetenschappelijke zaken voor leken aanschouwelijk te maken zonder daarbij afbreuk te doen aan de waarheid, werd de serie een groot succes. Ook nu nog wordt de serie vertoond, 's nachts op het Bayerisches Fernsehen (Beierse televisie) in het kader van Space Night (Ruimtenacht).

## Verhext
Een door Haber ontwikkeld wiskundig legpuzzelspel genaamd Verhext is van het Internet te downloaden. De naam is een woordspeling: verhext betekent "behekst" of "betoverd", maar verwijst hier ook naar het Griekse hexa (zes), daar ieder puzzelstukje is samengesteld uit zes gelijkzijdige driehoeken.